# Xenillus tegeocranus
Xenillus tegeocranus är en kvalsterart som först beskrevs av Hermann 1804.  Xenillus tegeocranus ingår i släktet Xenillus och familjen Xenillidae. Inga underarter finns listade i Catalogue of Life.